# Calliscelio pallidus
Calliscelio pallidus är en stekelart som först beskrevs av Jean-Jacques Kieffer 1917.  Calliscelio pallidus ingår i släktet Calliscelio och familjen Scelionidae. Inga underarter finns listade.